# 169
169（百六十九、ひゃくろくじゅうきゅう）は、自然数、また整数において、168の次で170の前の数である。

## 性質
- 169は合成数であり、約数は 1, 13 と 169 である。
  - 約数の和は183。
    - 約数の和が奇数になる22番目の数である。1つ前は162、次は196。

  - 約数を3個もつ6番目の数である。1つ前は121、次は289。
- 169 = 132
  - 13番目の平方数である。1つ前は144、次は196。
  - 56番目の半素数である。1つ前は166、次は177。
  - n = 2 のときの 13n の値とみたとき1つ前は13、次は2197。
  - 素数 p = 13 のときの p2 の値とみたとき1つ前は121、次は289。(オンライン整数列大辞典の数列 A001248)
  - (素数)(素数) の形で表せる11番目の数である。1つ前は128、次は243。(オンライン整数列大辞典の数列 A053810)
  - 169 = 132 → 961 = 312 である。平方数を逆順に並べ替えても平方数になる7番目の数である。1つ前は144、次は400。(オンライン整数列大辞典の数列 A061457)
    - 末尾が0となる平方数を除くと6番目の数である。1つ前は144、次は441。(オンライン整数列大辞典の数列 A033294)
      - 末尾が0となる平方数と回文平方数を除いたときには2番目の数である。1つ前は144、次は441。(オンライン整数列大辞典の数列 A035090)

  - 169 = (30 + 31 + 32)2
    - n = 3 のときの (n0 + n1 + n2)2 の値とみたとき1つ前は49、次は441。(オンライン整数列大辞典の数列 A058031)
- いかなる N > 9 のN進数によって169を表しても、169は必ず平方数となる。これは 1 × N2 + 6 × N + 9 = (N + 3)2 であるため。
- 7番目のペル数である。1つ前は70、次は408。
- 各位の和が16になる4番目の数である。1つ前は97、次は178。
- 各位の平方和が118になる最小の数である。次は196。(オンライン整数列大辞典の数列 A003132)
  - 各位の平方和が n になる最小の数である。1つ前の117は69、次の119は1169。(オンライン整数列大辞典の数列 A055016)
- 169 = 83 − 73
  - n = 8 のときの n3 − (n − 1)3 の値とみたとき1つ前は127、次は217。(オンライン整数列大辞典の数列 A003215)
  - 169 = 82 + 8 × 7 + 72
    - 1辺8の立方体を1辺1の立方体512個を使って作ったとき、同時に見ることができる1辺1の立方体は最大169個である。
- 169 = 52 + 122
  - 異なる2つの平方数の和で表せる45番目の数である。1つ前は164、次は170。(オンライン整数列大辞典の数列 A004431)
  - 132 = 52 + 122
    - 平方数が異なる2つの平方数の和で表せる3番目の数である。1つ前は100、次は225。(オンライン整数列大辞典の数列 A134422)
      - ここに現れる 5，12，13 はピタゴラス数である。
- 169 = 32 + 42 + 122
  - 3つの平方数の和1通りで表せる60番目の数である。1つ前は168、次は172。(オンライン整数列大辞典の数列 A025321)
  - 異なる3つの平方数の和1通りで表せる53番目の数である。1つ前は168、次は171。(オンライン整数列大辞典の数列 A025339)
- 169 × 961 = 4032
  - 回文数でなく末桁が0でない数で逆順に並べた数との積が平方数になる2番目の数である。1つ前は144、次は288。(オンライン整数列大辞典の数列 A062917)
- 8番目のマルコフ数である。1つ前は89、次は194。
  - 22 + 292 + 1692 = 3 × 2 × 29 × 169

## その他 169 に関連すること
- 西暦169年
- 紀元前169年
- 年始から数えて169日目は6月18日、閏年は6月17日。
- 第169代ローマ教皇はハドリアヌス4世（在位：1154年12月3日～1159年9月1日）である。
- 囲碁の13路盤は、169個の交点（縦横13本）で構成される。
- 国鉄169系電車
- 169丁目駅は、ニューヨーク市地下鉄INDクイーンズ・ブールバード線の駅。
- ドルフィン (USS Dolphin, SF-10/SSC-3/SS-169) は、アメリカ海軍の潜水艦。
- UFC 169
- AGM-169 (ミサイル)
- 西経169度線、東経169度線
- TOI-169 bは、太陽系外惑星。
- 第169回国会
- 国際連合安全保障理事会決議169